# 角野然生
角野 然生（かどの なりお、1964年〈昭和39年〉10月3日 - ）は、日本の経産官僚。伊藤忠商事執行役員グリーントランスフォーメーション担当。

## 来歴
東京都板橋区出身。1988年（昭和63年）、東京大学経済学部を卒業。同年、通商産業省へ入省。1995年（平成7年）、エモリー大学ビジネススクールを修了し、経営学修士を取得。
通商政策局米州課課長補佐、経済産業政策局調査課課長補佐、資源エネルギー庁長官官房総合政策課企画官、同資源・燃料部石油精製備蓄課長、経済産業政策局産業構造課長、経済産業省大臣官房参事官（製造産業局担当）などを歴任。この他、経済産業研究所コンサルティングフェロー、大分県商工労働部長、警察庁国際部国際二課課長補佐、内閣総理大臣補佐官付、内閣府大臣官房審議官（原子力防災担当）などを務めた。2015年（平成27年）には福島県へ赴任し、福島相双復興推進機構専務理事兼事務局長、内閣府原子力災害対策本部現地対対策本部事務局長などを務め、福島第一原子力発電所事故の被災事業者への経営支援などにあたった。
2018年（平成30年）7月25日、関東経済産業局長に就任。
2020年（令和2年）7月20日、復興庁統括官に就任。
2021年（令和3年）7月1日、中小企業庁長官に就任。
2023年（令和5年）7月4日に退任。
2024年（令和6年）4月1日、伊藤忠商事執行役員に就任。機械カンパニープレジデント補佐（特命事項担当）兼グリーントランスフォーメーション（GX）担当役員。